# 1234
Năm 1234 là một năm trong lịch Julius.

## Sự kiện
9 tháng 2 –  Triều Kim diệt vong với việc Kim Mạt Đế Hoàn Nhan Thừa Lân tử chiến trước liên quân Mông-Tống chưa đầy một ngày sau khi đăng cơ, ông cũng là hoàng đế ở ngôi ngắn nhất trong lịch sử Trung Quốc, tức ngày Kỉ Dậu (10) tháng 1 năm Giáp Ngọ.

## Mất
- Kim Mạt Đế-Hoàng đế cuối cùng của nhà Kim(Trung Quốc).